# 第四届东方风云榜
第四届东方风云榜于1997年3月28日在上海体育馆举行。

## 获奖名单
- 最受欢迎男歌手：王子鸣
- 最受欢迎女歌手：陈明
- 最受欢迎乐队组合：零点乐队《爱不爱我》
- 最佳作词：苏拉《依靠》
- 最佳作曲：李杰《红旗飘飘》
- 东方新人：廖忠《让我安慰你的心》、阿峰《与你举杯》、李元《Lady》、姜昕《啊咿咿》、玫瑰秀《玫瑰需要你》
- 最佳音乐电视：屠洪纲《霸王别姬》
- 风云大奖：刘欢《好汉歌》
- 十大金曲

| 十大金曲           | 演唱           | 作词         | 作曲   |
| 红旗飘飘           | 孙楠           | 乔方         | 李杰   |
| 伙伴               | 孙悦           | 高枫         | 高枫   |
| 爱在你身边         | 罗中旭         | 罗中旭       | 罗中旭 |
| 爱情花园           | 高林生、石云岚 | 范立         | 高林生 |
| 为你               | 陈明           | 浮克         | 浮克   |
| 依靠               | 王子鸣         | 苏拉         | 许建强 |
| 别来无恙           | 刘海波         | 陈涛         | 张宏光 |
| 情如往昔           | 潘劲东         | 陈松凌       | 那日森 |
| Da-Ba-Lu-Ba        | 一只幻想中的鸟 | 甄凌         | 小柯   |
| 不是因为我不够温柔 | 金学峰         | 金学峰、晓枫 | 金学峰 |